# Casas Adobes
Casas Adobes är en tätort i den amerikanska delstaten Arizona med en yta av 58,6 km² och en befolkning, som uppgår till cirka 54 000 invånare (2000). Av befolkningen är cirka 14 procent av latinamerikansk härkomst.
Staden är belägen i den södra delen av delstaten cirka 10 km norr om Tucson, cirka 150 km sydost om huvudstaden Phoenix och cirka 100 km norr om gränsen till Mexiko.